# Bionic Commando: Elite Forces
Bionic Commando: Elite Forces (с англ. — «Бионический коммандос: Элитные силы») — компьютерная игра в жанре платформера, разработанная студией Nintendo Software Technology и изданная компанией Nintendo эксклюзивно для приставки Game Boy Color в 1999 году.

## Сюжет
Мирная земля Каринии атакована Артурусом — лидером злой армии, названой Аварами. Элитные силы, сражающиеся с Аварами, получают сообщение от Супер Джо, который проник в тыл противника. По его сообщению, Авары начали некий проект «Альбатрос». Но неожиданно связь с Джо разрывается. Тогда Бионическое подразделение связывается с Элитными силами и соглашается противостоять Аварам, не дать Каринии пасть и спасти Джо.

## Отзывы
| Сводный рейтинг    | Сводный рейтинг |
| Агрегатор          | Оценка          |
| ------------------ | --------------- |
| GameRankings       | 84 %            |
| Иноязычные издания |                 |
| Издание            | Оценка          |
| AllGame            | [ 2 ]           |
| Game Informer      | 8,25/10         |
| GameSpot           | 9/10            |
| IGN                | 8/10            |
| Nintendo Life      | [ 6 ]           |
| Nintendo Power     | 8,3/10          |

Игра получила положительные отзывы на GameRankings.